# Призрак (филм)
„Призрак“ (на английски: Ghost) е американски романтичен фентъзи филм от 1990 г. на режисьора Джери Зукър.

## Сюжет
Главните герои във филма са Сам Уеят (Патрик Суейзи) – банкер и Моли Дженсън (Деми Мур) – грънчар, живеещи в апартамент в Ню Йорк. Двамата са сгодени. Една вечер, докато младата двойка се разхожда, един мъж ги напада. Сам защитава Моли и се сбива с крадеца. При схватката е убит. Духът на Сам се връща и остава при Моли. Духът на Сам се свързва, с жена, която умее да контактува с духовете и по този начин се опитва да предпази Моли от убиеца.

## Актьорски състав
- Патрик Суейзи – Сам Уеат
- Деми Мур – Моли Дженсън
- Упи Голдбърг – Ода Мей Браун
- Томи Голдуин – Карл Брунер

## Награди и номинации
| Награда                              | Категория                               | Номиниран (и)                        | Резултат  |
| ------------------------------------ | --------------------------------------- | ------------------------------------ | --------- |
| Награди на филмовата академия на САЩ | Най-поддържаща женска роля              | Упи Голдбърг                         | награда   |
| Награди на филмовата академия на САЩ | Най-добър оригинален сценарий           | Брус Джоел Рубин                     | награда   |
| Награди на филмовата академия на САЩ | Най-добър филм                          | Най-добър филм                       | номинация |
| Награди на филмовата академия на САЩ | Най-добър филмов монтаж                 | Най-добър филмов монтаж              | номинация |
| Награди на филмовата академия на САЩ | Най-добра филмова музика                | Морис Жар                            | номинация |
| Награда на БАФТА                     | Най-добра актриса в поддържаща роля     | Упи Голдбърг                         | награда   |
| Награда на БАФТА                     | Най-добър грим                          | Най-добър грим                       | номинация |
| Награда на БАФТА                     | Най-добри специални ефекти              | Най-добри специални ефекти           | номинация |
| Награда на БАФТА                     | Най-добър оригинален сценарий           | Брус Джоел Рубин                     | номинация |
| Златен глобус                        | Най-добра поддържаща актриса            | Упи Голдбърг                         | награда   |
| Златен глобус                        | Най-добър филм – мюзикъл или комедия    | Най-добър филм – мюзикъл или комедия | номинация |
| Златен глобус                        | Най-добър актьор в мюзикъл или комедия  | Патрик Суейзи                        | номинация |
| Златен глобус                        | Най-добра актриса в мюзикъл или комедия | Деми Мур                             | номинация |
| Награда „Хюго“                       | Най-добро сценично представяне          | Най-добро сценично представяне       | номинация |
| Сатурн                               | Най-добър фентъзи филм                  | Най-добър фентъзи филм               | награда   |
| Сатурн                               | Най-добра актриса                       | Деми Мур                             | награда   |
| Сатурн                               | Най-добра актриса в поддържаща роля     | Упи Голдбърг                         | награда   |
| Сатурн                               | Най-добри специални ефекти              | Най-добри специални ефекти           | номинация |
| Сатурн                               | Най-добър режисьор                      | Джери Зукър                          | номинация |
| Сатурн                               | Най-добър сценарий                      | Брус Джоел Рубин                     | номинация |
| Сатурн                               | Най-добър актьор                        | Патрик Суейзи                        | номинация |
| Сатурн                               | Най-добър актьор в поддържаща роля      | Тони Голдуин                         | номинация |
| Сатурн                               | Най-добра музика                        | Морис Жар                            | номинация |